# 製餡
製餡(せいあん)とは餡を製造・加工することである。日本では各地の和菓子店等の小売店で製餡・直売される他、大規模に生産し流通経路を介して販売するメーカーもある。

## 日本の主な製餡メーカー
- 茜丸
- 野中製餡
- 冨士製餡工業
- 谷田製餡
- 都製餡
- 田中製餡
- 水口製餡
- 山梨製餡
- 北條製餡所
- 遠藤製餡
- 谷尾食糧工業
- 郡山製餡協業組合
- かねご製餡
- ばんば
- 谷田製餡
- 落合製餡工業所
- 神谷製餡所
- あんフーズ新潟
- 小沼製餡
- 甲石製餡所
- 内藤製餡所
- 山藤製餡所
- 山梨製餡所
- 平間製あん所
- 餡のおおすか